# خورخه اورتیز (بازیکن فوتبال اسپانیایی)
خورخه اورتیز (انگلیسی: Jorge Ortiz؛ زادهٔ ۲۵ آوریل ۱۹۹۲) بازیکن فوتبال اهل اسپانیا است.
از باشگاه‌هایی که در آن بازی کرده‌است می‌توان به باشگاه فوتبال فوئنلابرادا و باشگاه فوتبال آلکورکون اشاره کرد.